# Forças Rebeldes Populares Lautaro
Forças Rebeldes Populares Lautaro (em castelhano:  Fuerzas Rebeldes y Populares Lautaro o FRPL) foi um grupo guerrilheiro chileno, dissidente do Movimento Ação Popular Unificada (que fez parte do governo de Salvador Allende). Esquerdista, iniciou a luta armada para derrubar a Ditadura militar de Pinochet no ano 1987, em Santiago de Chile e arredores. Duramente reprimido, com os seus principais dirigentes mortos ou presos, se manifestou ultimamente de forma esporádica; foi desarticulado durante o governo de Patricio Aylwin.